# Stazione di Las Matas
La stazione di Las Matas è una stazione ferroviaria di Las Rozas de Madrid, sulla linea Madrid-Hendaye.
La stazione dispone di servizi di media distanza e forma parte delle linee C3, C8 e C10 delle Cercanías di Madrid.
Si trova in plaza del Ferrocarril, nel quartiere Las Matas del comune di Las Rozas de Madrid.

## Storia
La stazione è stata inaugurata il 9 agosto 1861 con l'inaugurazione del tratto Madrid-El Escorial della linea Madrid-Hendaye.
Negli anni 90 la stazione ha subito importanti lavori di ristrutturazione ed ammodernamento per adattarla agli standard delle stazioni di Cercanías, è stata dotata di un sottopassaggio ed è stato costruito un nuovo edificio della stazione.